# San Patrizio (titre cardinalice)
Pour les articles homonymes, voir Saint-Patrick.
Le titre cardinalice de San Patrizio (Saint Patrick) a été institué le 5 février 1965 par le pape Paul VI, par la constitution apostolique Mirifica Ecclesiae, et attribué pour la première fois à l'archevêque d'Armagh, primat de toute l'Irlande, William John Conway. Jusqu'en 2012, ce titre qui porte le nom du saint patron de l'Irlande revenait  traditionnellement au cardinal archevêque d'Armagh. Le titre est attaché à l'église San Patrizio a Villa Ludovisi située dans le rione Ludovisi au centre de Rome.

## Titulaires
- William John Conway (1965-1977)
- Tomás Ó Fiaich (1979-1990)
- Cahal Brendan Daly (1991-2009)
- Thomas Christopher Collins (2012-)

### Sources
- (it) Cet article est partiellement ou en totalité issu de l’article de Wikipédia en italien intitulé « San Patrizio (titolo cardinalizio) » (voir la liste des auteurs).